# نوئل سیمپسون
نوئل سیمپسون (انگلیسی: Noel Simpson; ۲۲ فوریهٔ ۱۹۰۷ – ۱۸ نوامبر ۱۹۷۱) فرد نظامی اهل بریتانیا بود. وی همچنین برندهٔ جوایزی همچون نشان حمام و نشان امپراتوری بریتانیا شده‌است.